# Gneu Manli Vulsó (tribú)
Gneu Manli Vulsó (en llatí: Gnaeus Manlius Vulso)) va ser un magistrat romà que va viure al segle iv aC.
L'any 379 aC Va ser elegit tribú militar amb poder consular. Amb ell van ser elegits Publi Manli Capitolí, Luci Juli Jul, Gai Sextili, Marc Albini, Luci Antisti, Publi Treboni i Gai Erenuci. En aquell any, els plebeus i els patricis tenien tres tribuns cadascun. Luci Juli Jul es va quedar a Roma, i la guerra dels volscs va continuar. Les tropes romanes comandades per Gneu Manli Vulsó, un tribú sense gaire experiència militar, van poder superar l'atac enemic i van evitar una derrota. Mentrestant els pranestins es van rebel·lar.